# Beatus de Ferran i Sança
El Beatus de Ferran i Sança, també anomenat Beatus de Facund pel seu copista o Beatus de Lleó pel seu origen, és un manuscrit il·luminat que conté el comentari a l'Apocalipsi de Beat de Liébana. Fou produït vers 1047 per encàrrec de Ferran I de Lleó i la seva esposa Sança I de Lleó. Es conserva a la Biblioteca Nacional d'Espanya amb la signatura Vit. 14-2.

## Història
Tal com consta en el colofó, el còdex fou acabat el 1047 com a encàrrec dels reis Ferran i Sança; el signa com a escriba un tal Facundus. És l'únic nom que hi consta i no se sap si fou també l'autor de les il·luminacions o si aquestes foren realitzades per una altra persona, que ha quedat en l'anonimat. Sembla que el beatus seria produït a Lleó, en l'entorn dels reis; possiblement a la basílica de San Isidoro. Contràriament a la resta de beatus, no està produït per a un monestir. El segle 1572, Ambrosio de Morales documenta que el còdex estava encara a San Isidoro. El segle xvii formava part de la biblioteca del Marquès de Mondéjar, confiscada després per Felip V durant la Guerra de Successió i passà a la Biblioteca Reial.
Alguns dels folis enquadernats en aquest còdex pertanyen al beatus de Valcavado que, segons Ambrosio de Morales, també havia estat a San Isidoro de León.
El còdex ha estat inclòs en el registre del Memòria del Món de la UNESCO el 2015.

## Descripció
El còdex consta de 316 folis de pergamí de 360 x 280 mm. Està escrit en lletra visigòtica, a dues columnes de 35 línies. Se'n conserven 98 il·lustracions, de les quals 9 a doble foli. És un dels beatus més luxosos, amb la utilització d'or en les miniatures. La iconografia s'inspira de beatus anteriors com el de Valcavado o el Morgan, però ja amb unes miniatures que denoten una major modernitat.

## Galeria

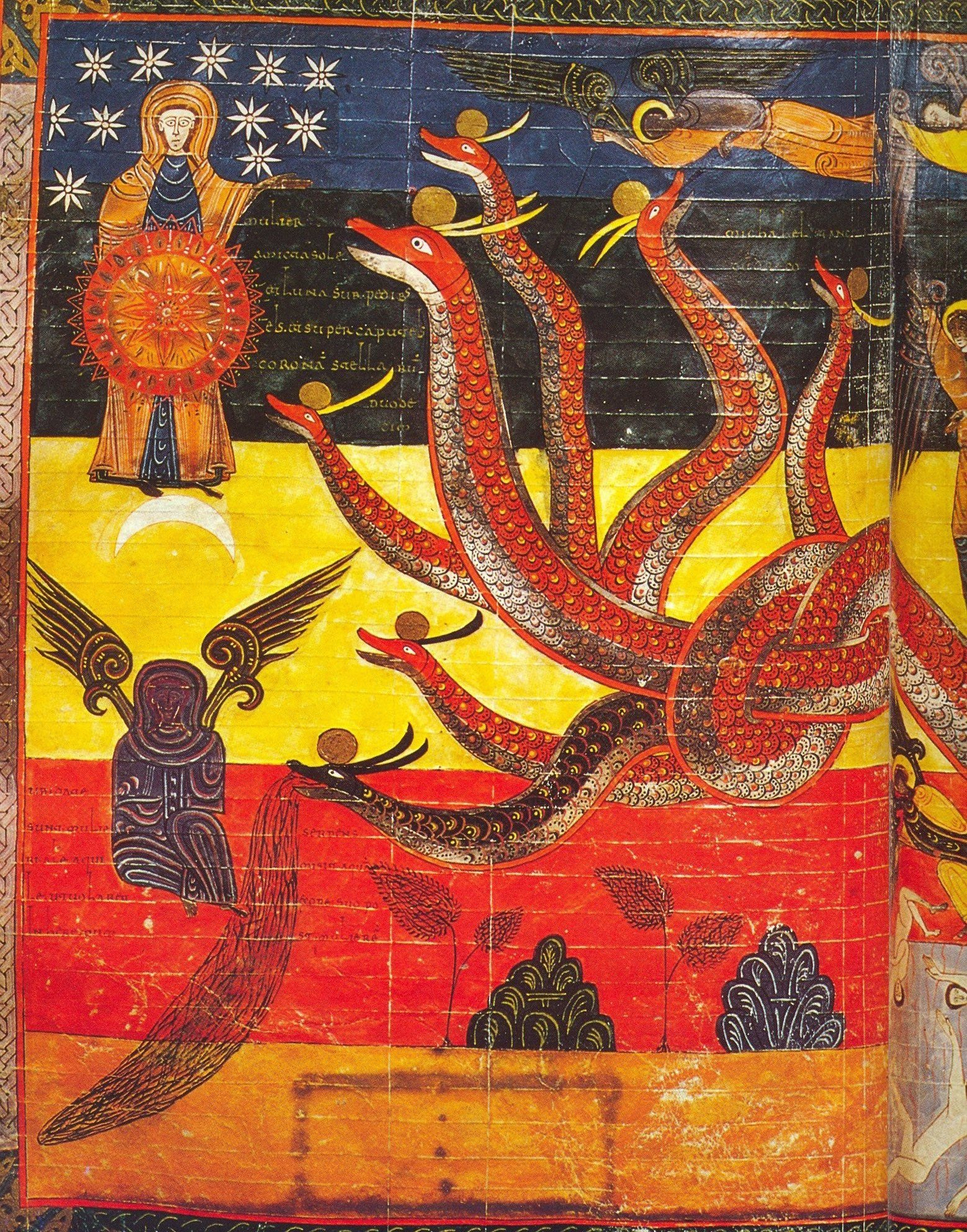
Doble foli 186v-187r; el drac de set caps
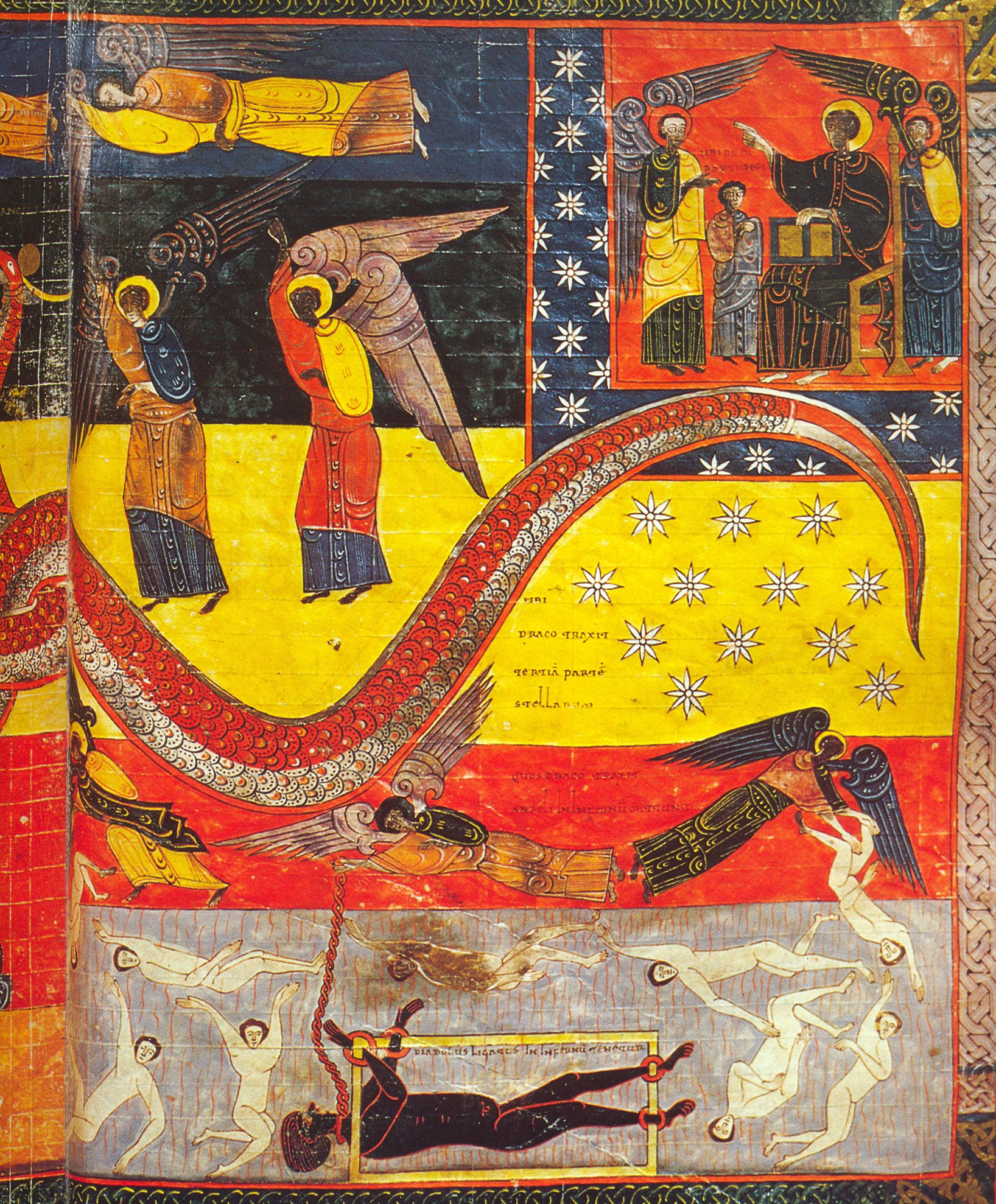
fol. 187r
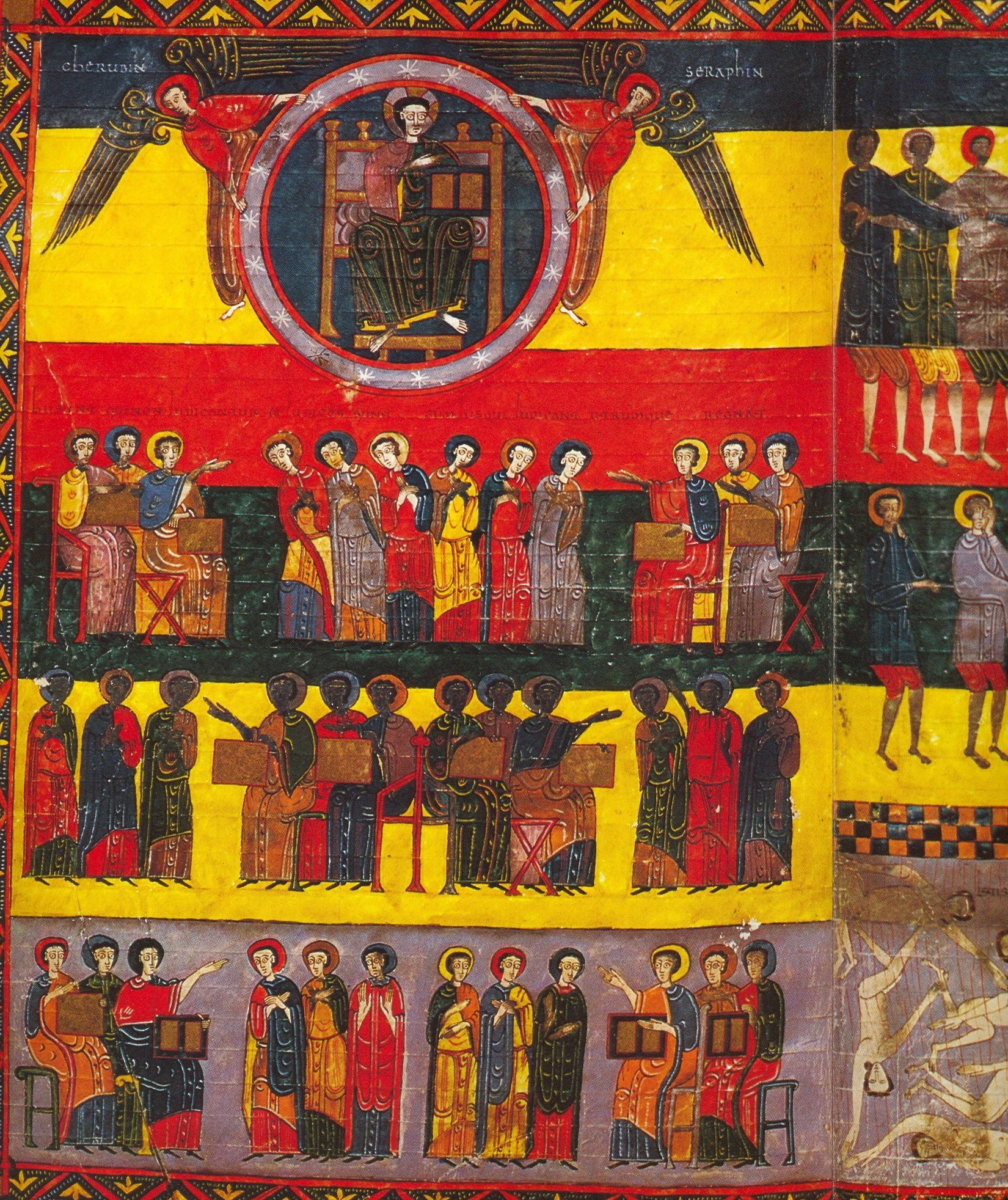
Doble foli 250v-251r:
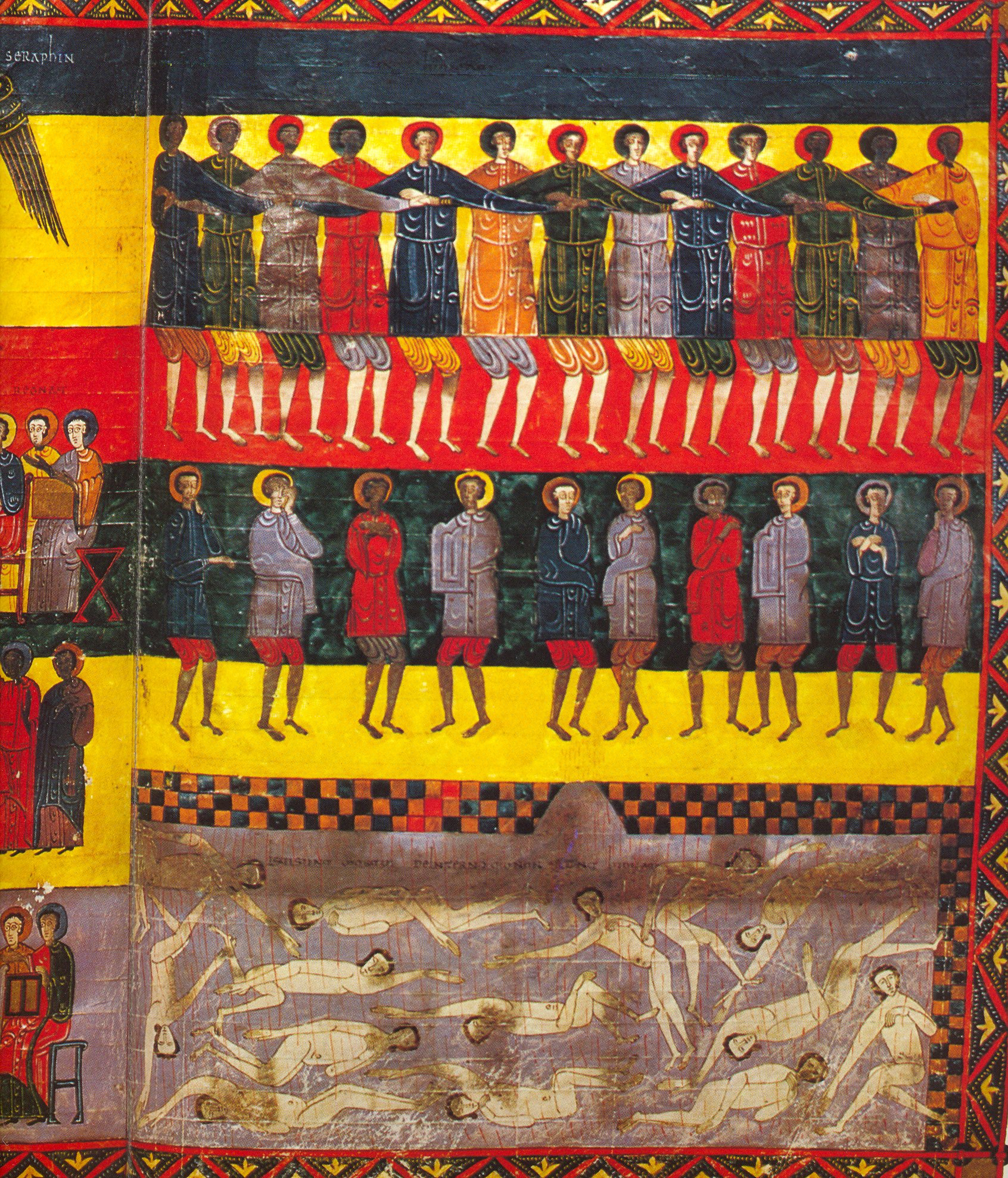
fol. 251r
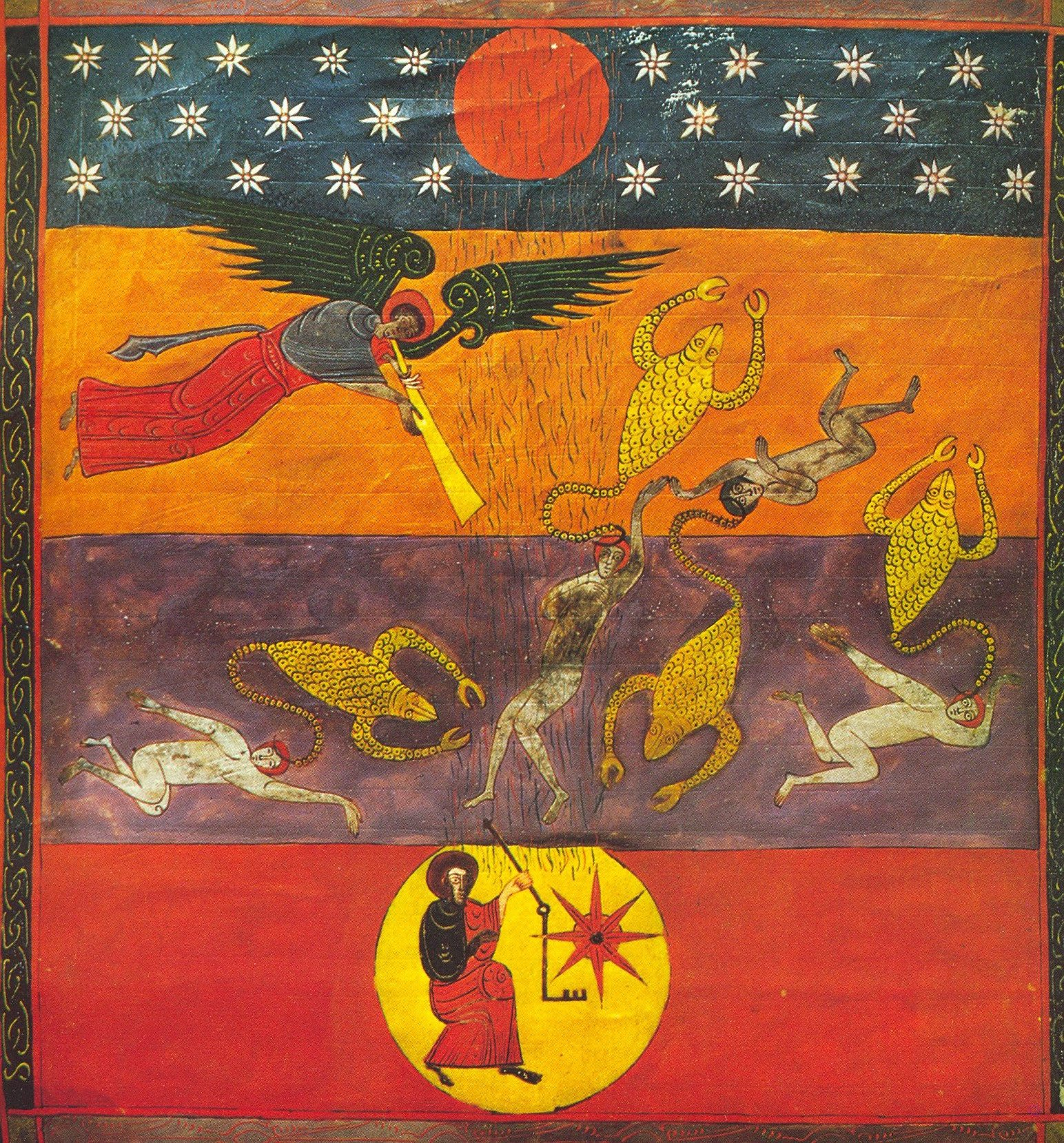
Fol. 169v
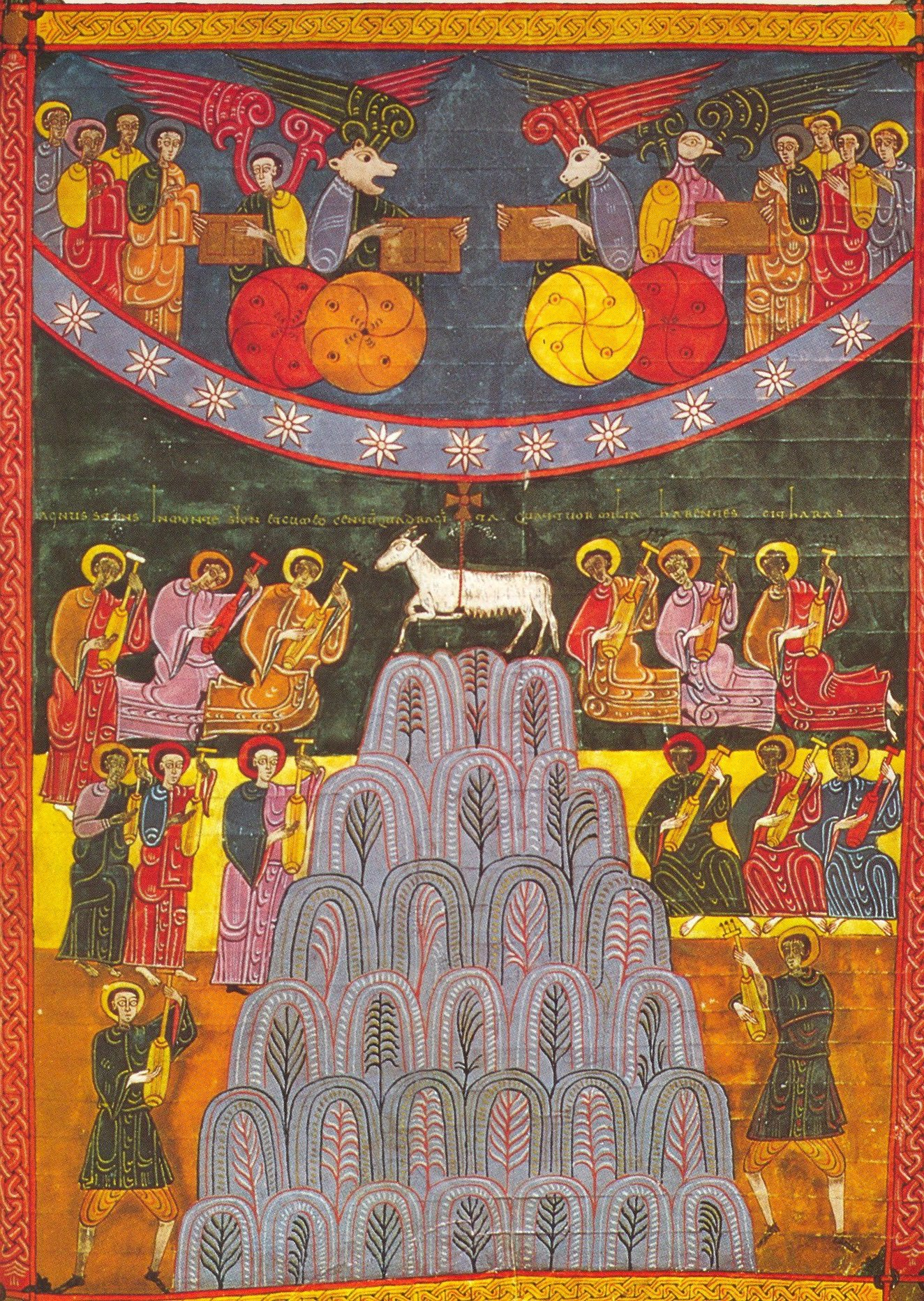
Fol 205r; visió de l'Anyell al Mont Sió
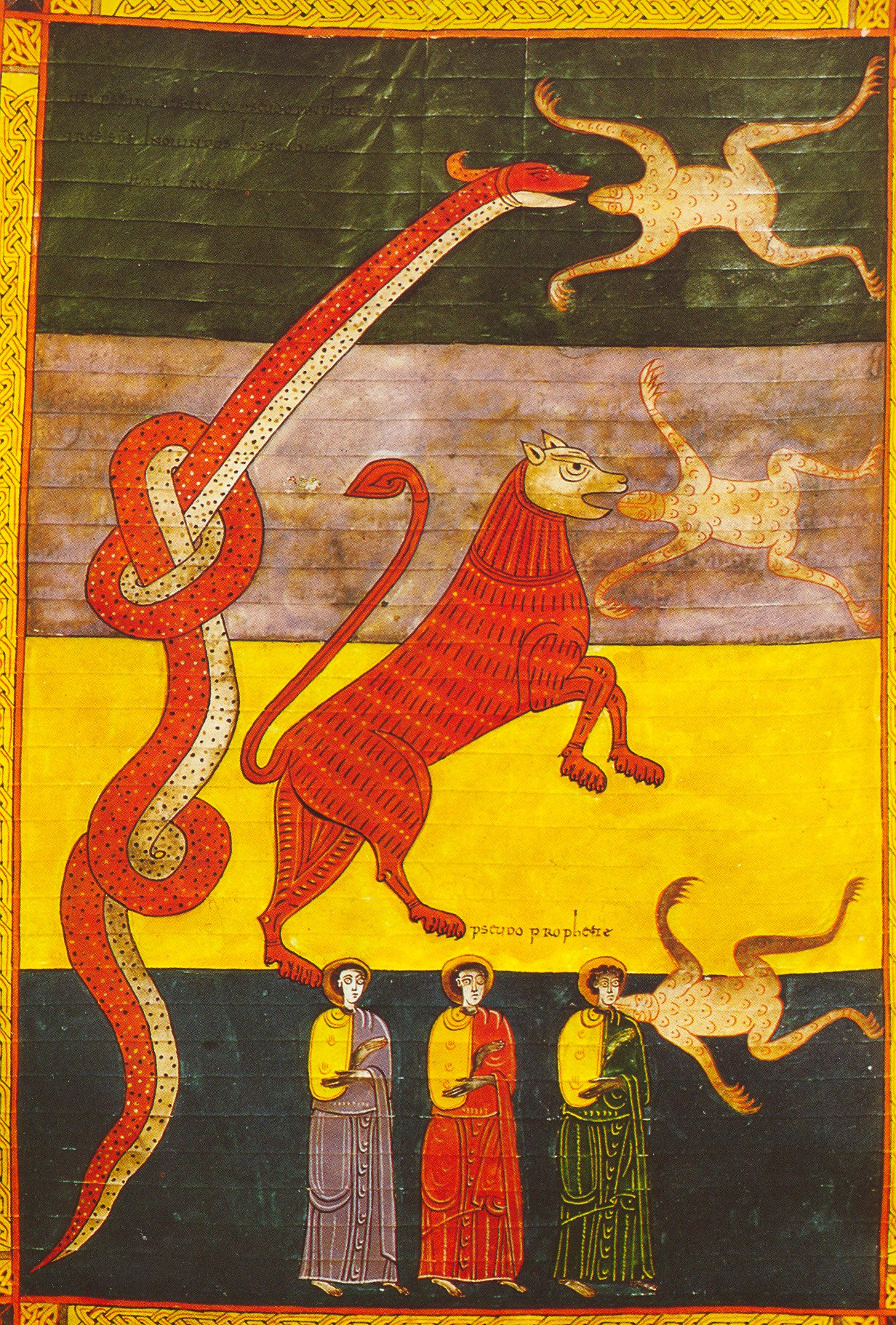
Fol. 220v
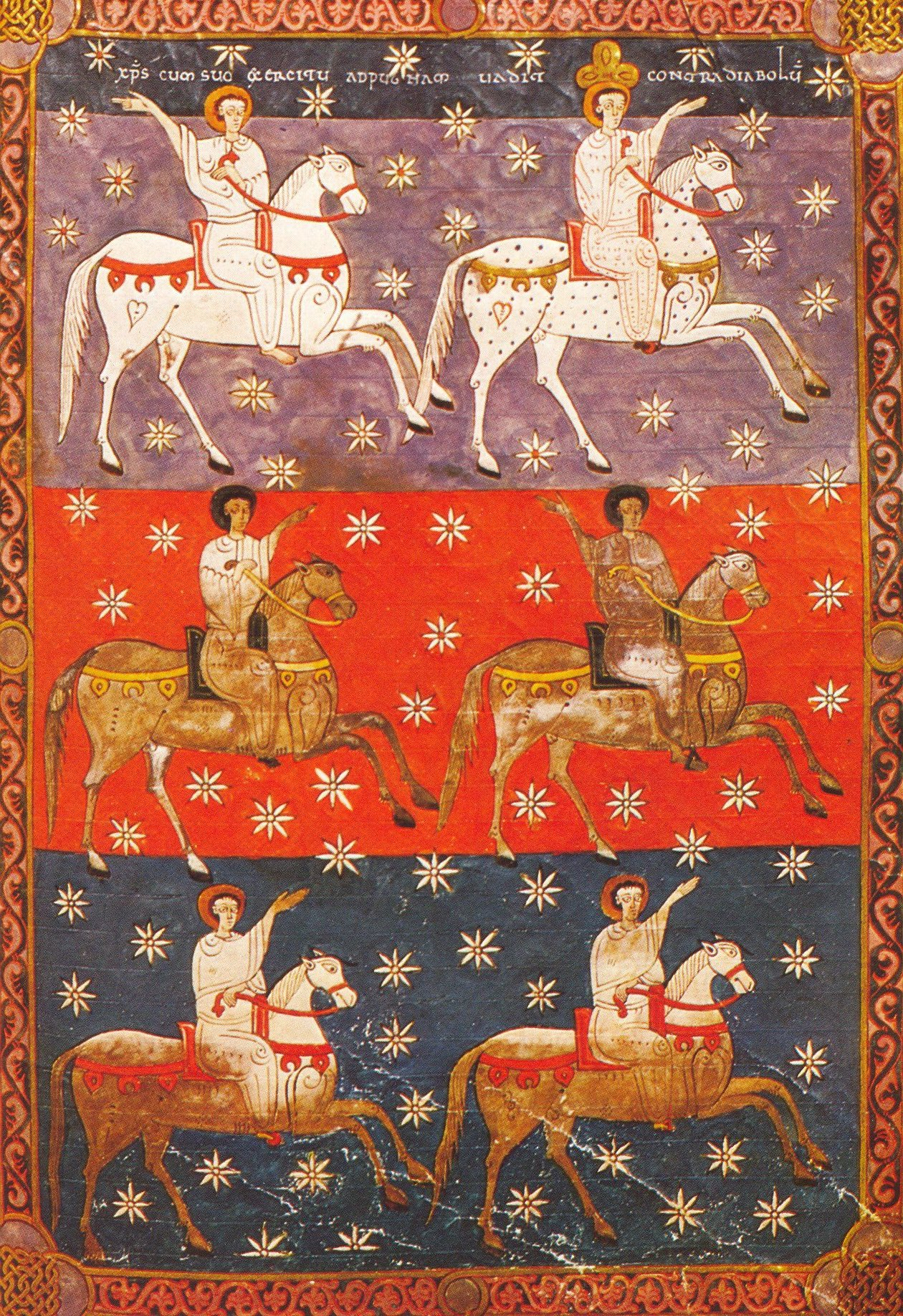
Fol. 240r; el cavaller fidel i l'exèrcit celestial